# Новороссийская телебашня
Новороссийская телебашня — радиотелевизионная передающая станция, расположена в Новороссийске. Строительство 1-го пускового комплекса РТПС завершено в 1996 году. Используется для эфирного цифрового и аналогового телевизионного и радиовещания. Входит в состав филиала ФГУП «Российская телевизионная и радиовещательная сеть» «Краснодарский краевой радиотелевизионный передающий центр».
60-я по высоте в мире и 4-я по высоте в России (после Останкинской — 540 м, Санкт-Петербургской — 326 м и Пермской — 275 м), телевышка высотой 261,45 м построена на перевале Главного Кавказского хребта «Волчьи ворота» на высоте 373,5 метра над уровнем моря. Представляет собой свободностоящую железобетонную башню, обеспечивающую радиовидимость более 100 км (высота подвеса антенных систем над уровнем равнинной территории края более 600 метров). Вес железобетонной части ствола башни составляет свыше 12 000 тонн, антенной части — 300 тонн. В 19-этажном стволе размещено всё технологическое оборудование. В центральной аппаратной управления и контроля технологического комплекса круглосуточно находится эксплуатационный персонал. В нижней части башни находятся службы обеспечения жизнедеятельности этого объекта.
Наряду с обеспечением приёма населением программ телерадиовещания (в зоне уверенного приёма находятся города Новороссийск, Геленджик, Анапа, Темрюк, Крымск, Абинск, Славянск-на-Кубани и соответствующие районы с численностью населения свыше 1 млн человек), РТПС Новороссийска является важнейшим центром телекоммуникаций для обеспечения мобильной связи, управления технологическими процессами, безопасности мореплавания, транспортировки нефти и газа и др.
РТПС Новороссийска является объектом, построенным по уникальным технологиям сооружения свободностоящего железобетонного ствола башни: проект существует в единственном экземпляре. По состоянию на 2023 год является одной из всего лишь двух железобетонных телебашен России, вторая — Останкинская в Москве, третья должна была появиться в Екатеринбурге, но её так и не сумели достроить и взорвали в 2018 году, во всех остальных городах России строили лишь телевышки из металлоконструкций. 